# 1688 en France
Chronologie de la France
- 1684
- 1685
- 1686
- 1687
- 1688
- 1689
- 1690
- 1691
- 1692

Cette page concerne l’année 1688 du calendrier grégorien.

## Événements
- 7 janvier : le chapitre de Cologne élit le cardinal de Fûrstenberg comme coadjuteur. Le pape refuse de donner son approbation. La mort le 3 juin de l’archevêque-électeur de Cologne, Maximilien Henri de Wittelsbach, provoque une querelle de succession. Le pape Innocent XI donne une dispense au jeune Joseph-Clément de Bavière, candidat de l’Empereur, et bien qu’il ait moins de voix que Fürstenberg le 19 juillet, confirme son élection[1].
- 22 janvier, querelle des « franchises » : le procureur Achille de Harlay se rend au Parlement pour interjeter appel contre la bulle sur les franchises du 12 mai 1687 et l’interdit du 26 décembre 1687 ; l’avocat général Denis Talon prononce le 23 janvier un violent réquisitoire, qui conclut à l’appel au futur concile et au maintien des franchises. Le même jour un arrêt du Parlement ordonne « l’enregistrement de » l’acte d’appel du procureur-général au futur concile[2].
- 23 janvier : le sénéchal d’Auray, maître Vincent Boutouillic de Kerlan, se déplace en personne à Pluvigner à la suite de nouveaux désordres contre les Caquins de Bretagne. La population leur refuse le droit d’enterrer leurs morts dans le cimetière paroissial, et un cadavre a été abandonné sur les chemins. Le sénéchal et sa suite procèdent à l’inhumation sous les jets de pierre, et plusieurs personnes sont blessées, dont le sénéchal lui-même, qui doit fuir avec sa suite en tirant en l’air pour se dégager. Le lendemain, le cadavre est déterré et abandonné sur un chemin[3].

- Janvier : la crise de la régale s’aggrave. Trente-cinq évêchés sont vacants[4].

- 2-3 février : début du prêche d’Isabeau Vincent, jeune bergère protestante de Saou, en Dauphiné, qui parle de religion dans son sommeil et attire les foules pendant plusieurs mois. Elle est arrêtée le 8 juin et emprisonnée à Crest, avant d’être enfermée dans un couvent à Grenoble ; sa prédication marque le début du mouvement des « petits prophètes » en Dauphiné[5].

- 28 février : arrêt du conseil rappelant la nécessité du détail des facultés de chaque taillable dans les rôles de taille[6].
- Mars : Jean de La Bruyère publie Les Caractères. Le livre connaît un succès immédiat[7].
- Juillet : 
  - le prix du setier de froment est de 8,45 livres tournois à Paris, minimum historique à la suite d'une série de bonnes récoltes[8].
  - le dauphin obtient une voix délibérative au Conseil des Dépêches et à celui des finances[9].

- 24 septembre : manifeste de Louis XIV à l’attention des puissances européennes, face à la conduite hostile du pape et de l’empereur qui justifie la guerre déclarée à l’Empire[10](fin en 1697). C’est la guerre de la Ligue d’Augsbourg, formée en réaction à la politique agressive de Louis XIV. Le dauphin obtient le commandement nominal de l’armée, en réalité assuré par le duc de Duras assisté de Vauban[11].
- 25 septembre : Louis XIV, qui compte mener une guerre éclair limitée, fait occuper le Palatinat et la région de Cologne[10].
- 27 septembre : appel au futur concile, interjeté par le procureur général du roi, et arrêt du Parlement du même jour. Le 30 septembre, cette démarche est portée à la connaissance des ecclésiastiques présents à Paris[1].
- 27 septembre - 29 octobre : siège et prise de Philippsburg par les armées françaises de Catinat et Vauban[12].

- 2 octobre : un arrêt rendu par le Parlement d’Aix réunit Avignon et le Comtat Venaissin à la couronne à la suite de la crise des franchises[13].
- 4 octobre : Louis XIV fait occuper Avignon et le Comtat Venaissin (fin le 20 octobre 1689)[14]. Il prépare une expédition navale contre les États pontificaux et place le nonce Ranuzzi en résidence surveillée[15].

- 26 novembre : Louis XIV déclare la guerre aux Provinces-Unies[16].
- 29 novembre : règlement pour la levée des milices[16]. Le roi oblige ses sujets à fournir des milices provinciales pour compléter ses troupes. La milice crée un service militaire obligatoire pour les célibataires de 20 à 40 ans, mal vécu par les populations rurales qui résistent : mariage, mutilation de l'’index pour ne pas tirer au fusil, fuite pour échapper à l’enrôlement ou désertion[17].